# Arnold Hirtz
Arnold Hirtz, švicarski hokejist, * 2. september 1910, Zürich, † 1. marec 1993, Zürich. 
Hirtz je igral za klub Akademischer EHC Zürich, za švicarsko reprezentanco pa je nastopil na olimpijskem hokejskem turnirju 1936, kjer je z reprezentanco osvojil trinajsto mesto, ter več svetovnih prvenstvih, na katerih je osvojil po eno srebrno in bronasto medaljo.